# Agathokles
Agathokles (född 361 f.Kr., död 289 f.Kr.) var tyrann i Syrakusa 317-289 f.Kr. och kung av Sicilien 304-289 f.Kr..

## Biografi
Agathokles var en framstående officer av ringa härkomst som genom gifta kommit i besittning av en stor förmögenhet. Under partistriderna efter Timoleons död blev han som demokrat landsförvisad efter att ha försökt att störta oligarkin i Syrakusa men återvände i ledningen för en armé. Efter att ha fördrivit och mördat omkring 10 000 medborgare lyckades han efter åtskilliga strider bli vald till oinskränkt fältherre i Syrakusa (317 f. Kr.). Som sådan återställde han Syrakusas välde, ordnade statens finanser och skapade en stark försvarsmakt.
Han förde ett långvarigt krig mot Karthago vilket han förlorade. Efter att ha ingått fred med Kartago etablerade Agathokles sig som kung av Sicilien.
Agathokles var en betydande personlighet och de västra grekernas siste store ledare. Vid sin död återställde han demokratin hellre än att låta sina söner ta över makten. Då han såg att hans verk inte kunde upprätthållas, återgav han i sitt testamente det syrakusanska folket friheten.